# Анрі Жерве
Анрі Жерве (фр. Henri Gervex; 10 грудня 1852, Париж — 7 червня 1929, Париж) — французький історичний жанровий і портретний живописець, учень Бріссе, Фромантена і Кабанеля.

## Біографія
Анрі Жерве народився 10 грудня 1852 року у місті Парижі.
Вперше став відомий картинами міфологічного змісту, виконаними в дусі французького ідеалізму, наприклад, «Сатир, що грає з вакханкою» (Люксембурзька галерея, в Парижі) та «Діана та Ендіміон», а потім, приєднавшись до групи реалістів, став писати, крім портретів, також сцени паризького життя.
Сильний колорит, хизування широкого пензля і майстерна гра світловими ефектами є головними достоїнствами його творів, які, однак, можна іноді дорікнути в неглибокому змісті і розрахунку на занадто грубе пробудження емоцій у глядачя.
Головні з таких творів: «Анатомування трупа в лікарні» (1876), «Причастя в паризькій церкві пресвятої Трійці» (1877), «Ролла» (1878, на тему з поеми А. Мюссе), «Після балу» (1879), «Контора благодійної установи» (1883), «Засідання журі з мальовничого відділу паризького салону» (1885), «Перед операцією» (1887) та «У редакції газети La Republique française» (1891), зібрання портретів.